# الطب والصيدلة في العصر العباسي
الطب والصيدلة في العصر العباسي من بين المجالات العلمية التي بزغت إبان العصر العباسي علمى الطب والصيدلة، ويرجع ذلك إلى الترجمة التي بلغت في العصر العباسي شأنًا عظميًا منذ خلافة أبى جعفر المنصور الذي كلف «جورجيس بن بختيشوع النسطورى» بتعريب كتب كثيرة في الطب عن الفارسية، وتوارثت أسرته بعد ذلك الترجمة والتأليف والتدريس. ويعتبر عهد الخليفة المأمون العصر الذهبي لازدهار حركة الترجمة والإنفاق عليها بسخاء، وقد برز في مجال الترجمة والتأليف «أبو يعقوب يوحنا بن ماسويه» الطبيب المسيحي الدمشقي، الذي عهد إليه الرشيد بترجمة الكثير من كتب الأطباء والحكماء مثل: «أبقراط»، و«جالينوس»، وغيرهما وخلف «يوحنا» تلميذه حنين بن إسحاق العبادي الملقب بشيخ تراجمة العصر العباسي.
ولم يقتصر تأثير حركة الترجمة العلمية على إثراء المكتبات والمدارس بجل تراث القدماء، ولكن التأثير ظهر في صورة أهم من ذلك، وهي استيعاب القديم، والانطلاق بخطى سريعة إلى عهد جديد في التأليف الطبى. وبلغ التأليف بعد ذلك قمته كمًا وكيفًا بفضل عدد كبير من المبرزين في علوم الطب تميزوا بغزارة إنتاجهم، وعظمة ابتكاراتهم، وسلامة منهجهم وتفكيرهم.
وسنكتفى بضرب المثل من بين أعمال أشهر أربعة من الأطباء المسلمين هم: جالينوس العرب أبو بكر الرازي، وعميد الجراحة العربية أبو القاسم الزهراوى، والشيخ الرئيس ابن سينا الملقب بالشيخ الرئيس، ونابغة عصره في الطب ابن النفيس وابن الجزار القيرواني. لقد قدم هؤلاء الرواد مع غيرهم خدمات جليلة للحضارة الإنسانية تتمثل في مؤلفاتهم القيمة التي نهلت منها أوروبا في القرون الوسطى وظل معظهما يدرس في الجامعات الأوربية حتى عهد قريب.

## الرازي
اشتهر في الطب والكيمياء وجمع بينهما وبلغت مؤلفاته الطبية (56) كتابًا أشهرها: كتاب «الحاوي» ويقع في عشرة أجزاء يختص كل منها بطب عضو أو أكثر. وكتاب «المنصورى» وهو عشر مقالات في تشريح أعضاء الجسم كلها أهداها الرازى إلى المنصور بن إسحاق حوالي عام (293 هـ). ورسالة «الجدرى والحصبة»، أول بحث في تاريخ الأمراض الوبائية. وكتاب «الحصى في الكلى والمثانة».
وباقى كتب الرازى لا تقل أهمية عن كتبه المذكورة، فمثلا كتاب «برء ساعة» وفي كتب «إلى من لا يحضره الطبيب»، و«الطب الملوكى» و«في قصص وحياة المرضى» اشتملت على موضوعات جديدة تشهد بعبقرية الرازى وإجادته وأمانته وأصالة منهجه العلمي في التأليف والبحث وظلت مكانته في القمة ووضعه المستشرقون والمشتغلون بتاريخ الطب أعظم طبيب أنجبته النهضة العلمية الإسلامية.

## الزهراوي
أبو القاسم خلف بن عباس الزهراوي هو فخر الجراحة العربية، ويعتبر كتابه «التصريف لمن عجز عن التأليف» أكبر مؤلفاته وأشهرها؛ فهو موسوعة طبية تقع في ثلاثين جزءًا ومزودة بأكثر من مائتى شكل للأدوات والآلات الجراحية التي كان يستخدمها الزهراوى ومعظهما من ابتكاره، ولقد حظى هذا الكتاب باهتمام كبير لدى أطباء أوروبا وترجم إلى اللاتينية.

## ابن سينا
أبو على الحسين بن عبد الله بن سينا وهو الملقب بالشيخ الرئيس، والعالم الثالث للإنسانية بعد أرسطو والفارابي. ومؤلفاته تمتاز بالدقة والتعمق والسلاسة وحسن الترتيب، وهي كثيرة أشهرها كتاب القانون في الطب الذي فضله العرب على ما سبقه من مؤلفاته لأنه يجمع بين خلاصة الفكر اليوناني، ويمثل غاية ما وصلت إليه الحضارة العربية الإسلامية في مجال الطب. ويقع الكتاب في خمسة أجزاء تتناول علوم التشريح، ووظائف الأعضاء، وطبائع الأمراض، والصحة، والعلاج. وكتب ابن سينا في الطب ظلت المرجع العالمي لعدة قرون، واعتمدتها جامعات فرنسا وإيطاليا وبلجيكا أساسًا للتعليم حتى أواخر القرن الثامن عشر.

## ابن النفيس

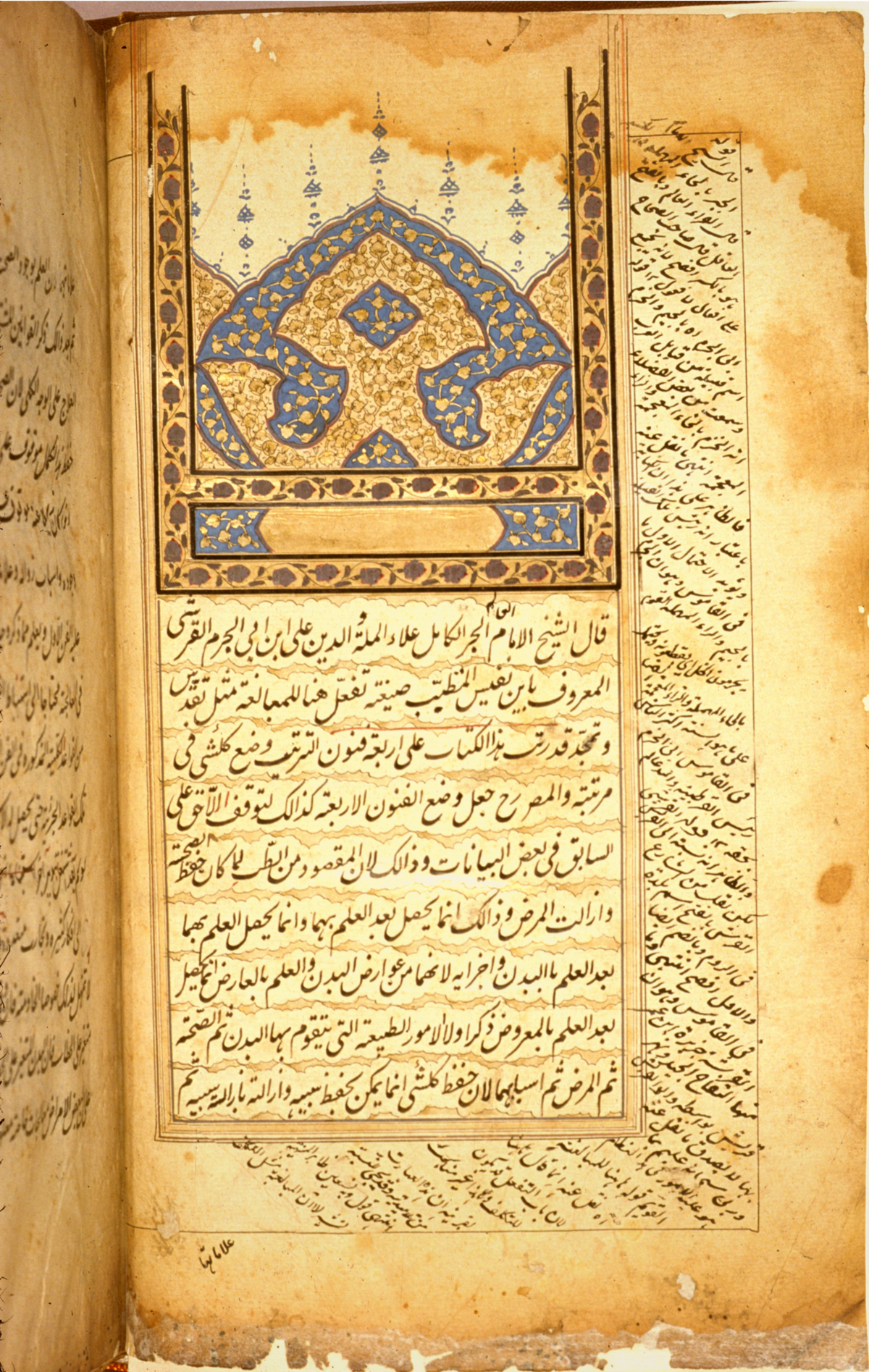
اٍفتتاحية كتاب في الطب لاٍبن النفيس أب الفيزيولوجيا الدورانية، هذه النسخة ربما عملت في الهند خلال القرن 17 أو 18 ميلادي.

هو علاء الدين أبو الحسن على بن أبي الحزم القرشي المصري، وكتب ابن النفيس في الطب عديدة ومتنوعة منها: كتاب في الرمد: وثان في الغذاء، وثالث في شرح فصول أبقراط، ورابع في مسائل «حنين بن إسحاق»، وخامس في تفاسير العلل والأسباب والأمراض، ومن أشهر أعمال ابن النفيس «موجز القانون»، وهو اختصار «القانون» لابن سينا وفي كتاب «شرح تشريح القانون» اهتم ابن النفيس بالقسم المتعلق بتشريح القلب والحنجرة والرئتين وتوصل إلى كشف الدورة الدموية الرئوية (الصغرى). وبالإضافة إلى هؤلاء الأقطاب يوجد عدد هائل من الأطباء المسلمين الذين نبغوا في مختلف مجالات الطب وتركوا بصماتهم المميزة في العديد من الابتكارات الأصيلة والمؤلفات الصافية التي اعتمد عليها الغرب. منهم: «زاد المسافر» لابن الجزار القيرواني، و«تقويم الصحة» لابن بطلان، و«تقويم الأبدان» لابن جزلة و«تذكرة الكحال» و«المنتخب في علاج أمراض العين» لعمار بن علي الموصلى وغيرهم كثير.

## منهج التأليف والبحث في علوم الطب والصيدلة
اتخذ الأطباء والصيادلة منهاجًا قائمًا على أساس علمى سليم يقوم على بيان أثر التغذية في الإسقام والإبراء، ومنهم من كان يعتمد في وصف العلاج على تنظيم الغذاء بدلاً من الاعتماد الكلى على الأدوية المفردة أو المركبة. فقال الرازى: «مهما قدرت أن تعالج بالأغذية فلا تعالج بالأدوية، ومهما قدرت أن تعالج بدواء مفرد فلا تعالج بدواء مركب»، بالإضافة إلى ذلك اتبع العلماء من صيادلة وأطباء منهجًا علميًا يقوم على التجربة والمشاهدة، وقد انعكست كل هذه الفلسفات في كل ما كتب عن علم العقاقير والعلاج بالأدوية سواءً ضمن التآليف الطبية أو في مصنفات مستقلة، الأمر الذي جعل هذه المصنفات تحظى باهتمام علماء الشرق والغرب.
وقد مر علم الصيدلة شأنه شأن العلوم الأخرى بمرحلة الترجمة ثم مرحلة التلخيص والشرح، وأخيرًا وصل إلى مرحلة الكشف والابتكار في العصر الذهبي للحضارة الإسلامية ابتداء من القرن العاشر الميلادي وحتى أواخر القرن الثالث عشر. فبالنسبة لمرحلة الترجمة فقد نقل حنين بن إسحاق كتاب «ذياسقوريذوس» عن «الأدوية المفردة» ونقل مرة أخرى أيام عبد الرحمن الثالث. وكذلك اهتم «حنين بن اسحاق» بترجمة مؤلفات «جالينوس» في الطب والصيدلة.
ثم جاءت بعد ذلك مرحلة التلخيص والشرح، وقد تميز بها القرن الثاني الهجري، إذ وضع حنين بن اسحاق كتابًا في تدبير الناقهين وفي الأدوية المسهلة والأغذية ووضع يوحنا بن ماسويه كتاب «الأغذية» وصنف على بن الطبري كتاب «منافع الأطعمة والأشربة والعقاقير» وكان علي أستاذًا لأبى بكر الرازى والكندى الذي ألف كتابًا في «الغذاء والدواء» وكتاب «الأبخرة المصلحة للجو من الأوباء»، وكتاب «الأدوية المشفية من الروائح المؤذية»، وكتاب «كيفية إسهال الأدوية»، وكتاب «أشفية السموم» وكتاب في «الأقربازين» وكلها جاء ذكرها في كتاب «أخبار العلماء بأخبار الحكماء» للقفطى.
ووصل التقدم إلى مرحلة النضوج الفكرى والعلمي والمقدرة على الابتكار واستخلاص النظريات السليمة بعد بحث ونقد وتجربة. فقد ظهر العديد من نوابغ الطب والصيدلة وأثروا المكتبة العربية والإسلامية بإنتاتجهم الغزير ودراساتهم الأصيلة، ومن ذلك على سبيل المثال:
1-كتاب «منافع الأغذية» لأبي بكر الرازي، ويتكون من (19) بابًا، يتحدث فيه عن منافع العديد من الأطعمة ويبين مضار هذه الأغذية والأحوال التي ينبغى فيها تناولها. وللرازي مؤلفات أخرى مثل: «سر الأسرار»، و«المرشد»، و«صيدلة الطب»، و«الحاوى»، وفيها يعرض لصفات الأدوية وألوانها وطعومها وروائحها ومعادنها.
2-كتاب «الملكى» أو «كامل الصناعة الطبية» لعلي بن العباس المجوسي، خصص الجزء الثاني منه للمداواة وطرق العلاج.
3-وهناك مؤلفات أخرى عديدة لا يتسع المجال لحصرها مثل: كتاب «التصريف» للزهراوي، وفيه تحدث عن الأدوية بأنواعها المختلفة وطبائعها ومثل: «نزهة النفوس والأفكار من معرفة النبات والأحجار والأشجار» لعبد الرحمن الداوودي الأندلسي، و«تذكرة أولى الألباب»، و«الجامع للعجب العجاب» لداوود الأنطاكي، و«الإفادة والاعتبار» للبغدادى، و«الجامع لصفات أشتات النبات» للإدريسي، و«الجامع في الأشربة والمعجونات» لابن زهر، و«الأدوية المفردة» لابن وافد، و«العقاقير» لماسويه المارديتي ومؤلفات ابن البيطار.
ويتضح من المؤلفات الطبية العديدة التي وصلتنا من تراث الحضارة العربية الإسلامية أن المنهج التجريبى في أدق تفاصيله المعروفة لنا حاليًا كان هو أسلوب المسلمين في ممارسة الطب وتدريسه. وينقسم الأطباء من هذه الزاوية إلى مجموعتين في رأى «سارتون».
الأول مجموعة الممارسين الذين اهتموا في المقام الأول بالمريض والتشخيص والعلاج معتمدين على المشاهدات والملاحظات، والفلسفة عندهم وسيلة لبلوغ هذه الغاية ويمثل ذلك أبوبكرالرازى.
والفريق الثاني فريق المدرسين الذين درسوا الطب على أنه جزء من المعرفة لاغنى عنه، وسعيهم إلى استكمال المعرفة فمارسوه بأسلوب منطقى، لهذا أطلق عليهم «الفلاسفة الأطباء» ويمثلهم ابن سينا. وجلى أن كلا الفريقين يتبع المنهج التجربيى.
ويؤكد ابن سينا على أهمية اتباع المنهج التجربيى والتريث قبل استخلاص النتائج فيقول: «علينا ألا نثق بنتائج تحليل البول إلا بشروط: أن يكون البول أول بول المريض، وألا يكون المريض قد شرب ماء بكثرة، ويحب على المريض ألا يقوم بحركات خاصة أو يتبع نظام على غير عادته، وكذلك البراز».
وأسلوب الرازى لا يختلف هو الآخر عن أسلوب الطب الحديث الذي يتبعه الأطباء المعاصرون، فهو يرى أن الطبيب يحتاج في استدلال علل الأعضاء الباطنة إلى العلم بجواهرها أولاً، بأن تكون شوهدت بالتشريح، وإلى العلم بمواضعها من البدن، وإلى العلم بأفعالها، وإلى العلم بأعظامها، وإلى العلم بما تحتوى عليه المورفولوجيا، وإلى العلم بفضولها لأنه من لا يعرف ذلك لم يكن علاجه على صواب.
ومن ناحية أخرى أدرك أطباء العرب والمسلمين أن الطب السريرى، والتعرف على تاريخ المرض، وتسجيل الملاحظات الإكلينيكية، ونتائج الفحوص، والمعاينة، ومراقبة تغيراتها هي أمور لا يمكن الاستغناء عنها. وكان الرازى بارعًا في ذلك. كما كان الرازى هو أول من جرب تأثير العقاقير الجديدة على الحيوان وخصوصًا على القردة، وذلك لاستخلاص النتائج التي يستصوبها قبل أن يصف العلاج للإنسان. وإدراكًا من العرب والمسلمين في عصر النهضة لأهمية الطريقة العملية إلى جانب الدراسة النظرية في تعليم الطب؛ فإنهم أدخلوا نظام الامتحانات وإعطاء الإجازات بعد اكتشاف الخبرة من مخالطة المرضى في المستشفيات ومقارنة ما تلقوه نظريًا بما يشاهدونه عمليًا. وفي الحالات المرضية المستعصية أو العمليات الجراحية الكبيرة كان يستدعى عدد من الأطباء المتخصصين للتشاور على قرار «الكونسلتو».

## مآثر الحضارة الإسلامية في الطب والصيدلية
كان العلماء المسلمون في مجال الطب القدح المعلى، سواءً في فن الترجمة والتأليف، أو في اتباع المنهج العلمي السليم، أو في السبق إلى العديد من الاكتشافات والاختراعات التي لا يزال العالم ينعم بثمارها وفوائدها حتى الآن.
أهم الآثار والمآثر على سبيل المثال لا الحصر التي أثرت بصورة مباشرة فيما يسمى بعصر النهضة الأوربية وأصبحت الأساس العلمي الذي قام عليه الطب:
1. اتباع المنهج العلمي التجريبى سواءً في التأليف، أو في البحث والتطبيق حيث كانت تجرى الاختبارات على الأدوية قبل استعمالها لمعرفة طبائعها، ومدى صلاحيتها، وقوة تأثيرها، وآثارها الجانبية، وقوتها الشفائية. بجانب تغليف الأدوية المرة بغلاف من السكر أو عصير الفاكهة لكى يستسيغها المرضى كما فعل الرازى، أو تغليفها بالذهب والفضة المفيدين للقلب كما فعل ابن سينا.
2. الأخذ بنظام التخصص في الطب وعدم السماح بممارسته إلا بعد اجتياز امتحان في كتب التخصص المعروفة للتأكد من سعة ثقافة الطلاب النظرية والعملية في مجال تخصصهم. وكذلك اهتموا بالصيدلة كعلم مستقل له قواعده وفروعه ومنهاجه العلمي السليم القائم على المشاهدة والتجربة ووضعوا علم «الأقرباذين»، مع تنظيم مهنة الصيدلة وإخضاعها لنظام الحسبة لتفادى غش الأدوية والإتجار فيها واختيار نقيب للصيادلة.
3. الاهتمام بعلم التشريح والتشريح المقارن وجعل دراسته أساسًا لكل فروع الطب وممارسته ضرورية لفهم وظائف الأعضاء.
4. تقدم علم الجراحة ورفع شأنه بين فروع الطب بفضل العديد من الأطباء العرب والمسلمين الذين برعوا في إجراء العمليات الجراحية بآلات وأدوات مناسبة واستخدموا الأوتار الجلدية وأمعاء القطط والحيوانات الأخرى في تحنيط الجروح.
5. اكتشاف الدورة الدموية الصغرى على يد ابن النفيس الذي سجله في كتابه الشهير «شرح تشريح القانون». وتوصلوا في الصيدلة إلى عمل الترياق المؤلف من عشرات الأدوية، مثل ذلك «شراب الأصول» الذي ألفه موسى بن العازر في عهد المعز العلوي، ويذكر جمال القفطى أن الرشيد عندما أصيب بصداع ذات يوم شديد الحر وكاد الصداع يذهب بصره فأحضر له جميع الأطباء ولكنهم اختلفوا حوله فقام «أبو قريش عيسى الصيدلاني» ودعا بدهن بنفسج وماء ورد وخل خمر وجعلها في مضربة وضربها على راحته حتى اختلط الجميع ووضعها على رأسه حتى سكن الصداع وشفى. واكتشفوا العديد من العقاقير التي لا تزال تحتفظ بأسمائها العربية في اللغات الأجنبية مثل: الحناء، والحنظل، والكافور، والكركم، والكمون.
6. اكتشاف طفيلية «الإنكلستوما» على يد الشيخ الرئيس ابن سينا الذي وصفها بالتفصيل لأول مرة في كتابه «القانون في الطب» وسماها الدودة المستديرة، وتحدث عن أعراض المرض التي تسببه.
7. اكتشاف مرض الجدرى ووصف الأعرض التي تميز بينه وبين مريض الحصبة لتشابه الأطوار الأولى للمرضين، وقد سجل الرازى هذا الاكتشاف في رسالة هي الأولى من نوعها عن الجدرى والحصبة، وأشار إلى انتقالهما بالعدوى، وإلى التشوهات التي تحدث من جرائهما.
8. الاهتداء إلى الكثير من الأمراض الباطنية والجلدية والأمراض المعدية أو السارية كما سموها؛ فاكتشف ابن زهر سرطان المعدة، واكتشف ابن سينا داء الفيلاريا والجمرة الخبيثة المسببة للحمى الفارسية. واكتشف الطبري الحشرات المسببة لداء الجرب، وعالجه «ابن زهر»، وأدرك الطبيب الأندلسي «ابن الخطيب» خطر العدوى بالطاعون الذي انتشر عام (1345 م). ويرجع الفضل للأطباء المسلمين في أنهم حققوا نجاحات كبيرة في مجال التشخيص المقارن للأمراض المتشابهة في أعراضها مثل الجدرى والحصبة والتهاب الكبد والالتهاب الرئوى والبللوراوى، وحالات الروماتيزم' ومرض النقرس. واهتم علماء المسلمين بتحضير أدوية جديدة من أصول نباتية ومعدنية وحيوانية وابتكار المعالجة المعتمدة على الكيمياء الطبية ويعتبر الرازى أول من جعل الكيمياء في خدمة الطب فاستحضر الكثير من المركبات.
9. الاهتمام بطب الأمراض العصبية وأثر الوهم والعوامل النفسية في إحداث الأمراض العضوية. ويعتبر أبو بكر الرازي أول من وضع أصول هذا العلم وألف فيه كتابًا أسماه «الطب الروحانى». كذلك دراسة ابن سينا للنبض وحالاته دراسة وافية وبين أثر العوامل النفسية في اضطرابه، وتوسع في دراسة الأمراض العصبية والنفسية.
10. تحقيق اكتشافات عظيمة وتجديدات هامة في طب النساء والتوليد وطب الأطفال. فقد درس ابن سينا أحوال العقم وعرف أن حالة منها تنشأ من فقدان الوفاق النفسى والطبيعى بين الزوجين. وأبو القاسم الزهراوي أمير الجراحة أدخل آلات حديثة وعلاجات جديدة وطور طرق التوليد، وأوصى بولادة الحوض ولكنها نسبت لغيرة وعرفت بطريقة «فالشر». كما اهتم الأطباء المسلمون بطب الأطفال.
11. إقامة المستشفيات كدور لعلاج المرضى ومعاهد لتعليم الطب وألحقوا بها الصيدليات. ومن بين المستشفيات ما كان ثابتًا في المكان الذي أقيم عليه أو متنقلاً من مكان لآخر، وأول مستوصف في الإسلام هو الذي أمر الرسول بإنشائه أثناء معركة الخندق (5 هـ) على هيئة خيمة، وتطورت المستشفيات في عهد العباسيين تطورًا كبيرًا وتزايد عددها في حواضر العالم الإسلامي.